# Phyllophaga menetriesi
Phyllophaga menetriesi är en skalbaggsart som beskrevs av Blanchard 1851. Phyllophaga menetriesi ingår i släktet Phyllophaga och familjen Melolonthidae. Inga underarter finns listade i Catalogue of Life.